# Thripsaphis vibei
Thripsaphis vibei är en insektsart som beskrevs av Hille Ris Lambers 1952. Enligt Catalogue of Life ingår Thripsaphis vibei i släktet Thripsaphis och familjen långrörsbladlöss, men enligt Dyntaxa är tillhörigheten istället släktet Thripsaphis och familjen borstbladlöss. Arten är reproducerande i Sverige.

## Underarter
Arten delas in i följande underarter:
- T. v. vibei
- T. v. arctica